# Вильня
Ви́льня (бел. Ві́льня (Вілейка), лит. Vilnia, Vilnelė, пол. Wilejka, Wilenka) — река в Литве и Белоруссии, протекает по Вильнюсскому уезду и Гродненской области.

## Общие сведения
Исток к северо-востоку от деревни Кемяны в Ошмянском районе. На протяжении 13 км течёт по границе Ошмянского и Островецкого районов Белоруссии с Литвой, далее течёт по территории Литвы. Впадает в Нярис (Вилию) в Вильнюсе.
Длина реки — 79,6 км, площадь водосборного бассейна — 624 км². Среднегодовой расход воды в устье — 5,63 м³/с.

## Этимология
Этимология названия реки ведётся от литовского глагола vilnyti (подниматься волнам, литься волнами), литовского существительного vilnis (волна, бугор волны). Новая, разговорная, неофициальная литовская форма названия Vilnelė представляет собой уменьшительную, ласковую форму, так как речка маленькая.